# دیل و پاسکو
دیـِل و پاسکو (انگلیسی: Dalziel and Pascoe) یک مجموعه تلویزیونی پلیسی-جنایی بریتانیایی است که در سال ۱۹۹۶ منتشر شد. از بازیگران آن می‌توان به وارن کلارک، کالین بیوکانن، سوزانا کوربت، پیپا هیوود، نورمن ویزدوم، کیلی فورسایت و دایانا کوئیک اشاره کرد.
در این سریال، نقش «کارآگاه دیـِل» (تلفظ صحیح "dee-ell"؛ ‏ ‎i‎/diːˈɛl/‎) را وارن کلارک و نقش «کارآگاه پاسکو» را کالین بیوکانن ایفا می‌کند.